# انواع مدل های کسب و کار الکترونیکی

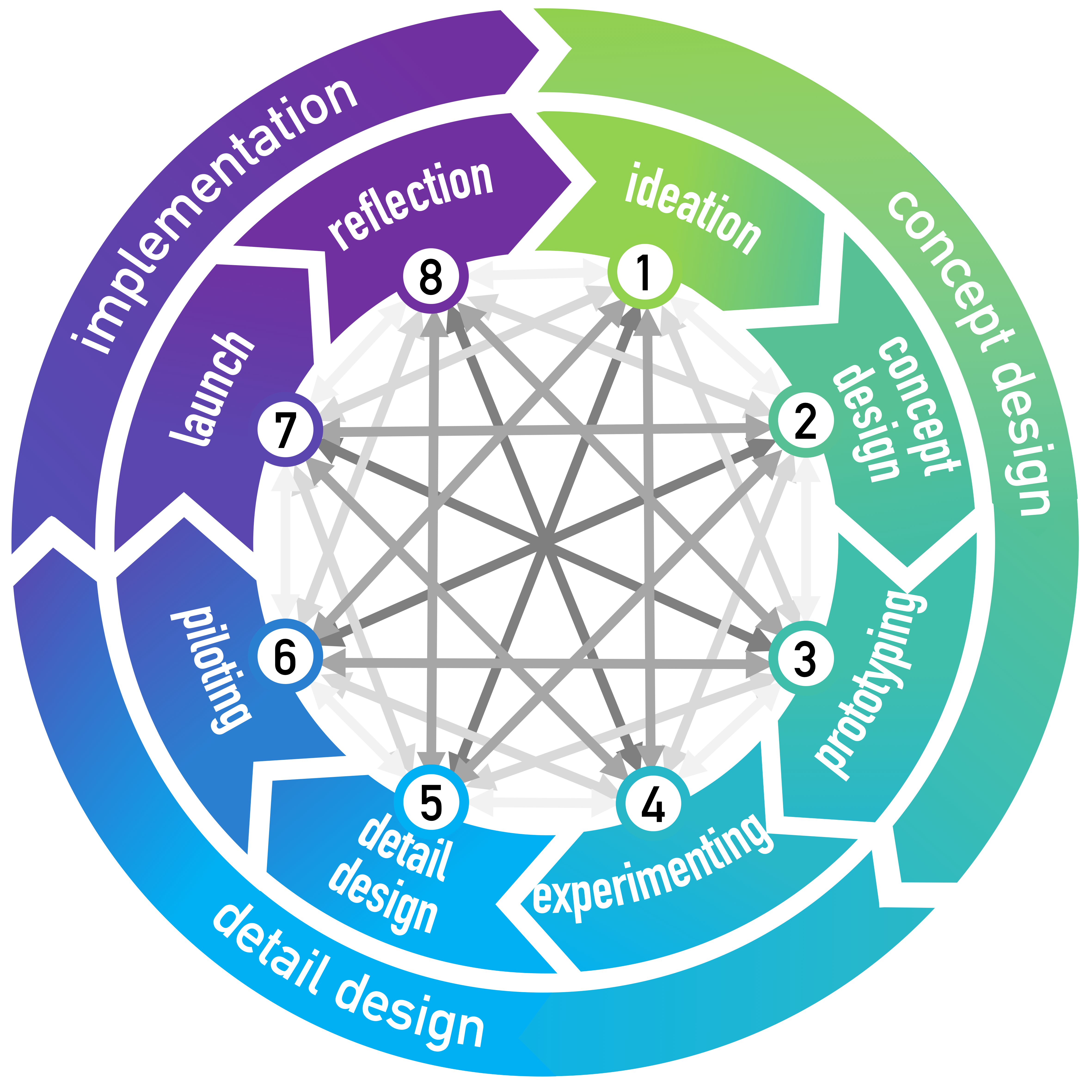
انواع مدل های کسب و کار.

مدل های کسب و کار یا مدل کسب و کار الکترونیکی (به انگلیسی: E.Comerce Business model) شرکت‌ها و افراد خلاق این حوزه برای خودنمایی در این بازار و از همه مهم‌تر برای ارائه بهتر خدمات خود طرح‌های جدیدی مطرح کرده که ایجاد ارزش، را شرح می‌دهد. مدل‌های کسب و کار در تجارت الکترونیک عبارتست از خرید، فروش، مبادله کالا، خدمات و اطلاعات از طریق شبکه های رایانه ای از جمله اینترنت می باشد. ارتباطات تجارت الکترونیک از زاویه دیگر تحت عنوان کسب و کار الکترونیکی مطرح می شود. به طور کلی در سال 1990 با ظهور کسب و کارهای مبتنی بر فناوری اطلاعات واژه " مدل کسب و کار" بیش از پیش مورد توجه و اهمیت قرار گرفت. علت استفاده زیاد از این واژه رشد سریع فناوری های اطلاعاتی و ارتباطی می باشد که باعث شده علاقه مندی برای تغییر مدل های کسب و کار سنتی و ایجاد مدل های کسب و کار جدید جهت استفاده بهتر از فرصت های ناشی از    نوآوریهای الکترونیکی افزایش یابد.
{تهیه کنندگان:علی نکونام - زهره شوقی - لیلا صفری - ابوالفضل عباسی فرد/دانشگاه آزاد یادگار امام}

## مدل‌های کسب وکار الکترونیکی
مدل کسب و کار یک تعریف در فضای کسب و کار است. شرکت‌ها و افراد خلاق این حوزه برای خودنمایی در این بازار و از همه مهم‌تر برای ارائه بهتر خدمات خود طرح‌های جدیدی مطرح کردند. مدل‌های کسب و کار و یا مدل‌های تجاری که صرفا وصل کننده یک کسب و کار به یک مشتری یا مصرف کننده نبودند. مدل کسب و کار یک موضوع چند لایه است و با بررسی و ریختن یک طرح می‌توان به مدل‌های مختلفی برای ارائه خدمات رسید.
مزایای کسب و کار الکترونیک را می‌توان به دو دسته مزایای محسوس و مزایای نامحسوس کسب و کار به شرح زیر تقسیم نمود:
- افزایش فروش و درنتیجه افزایش درآمد از طریق محصولات جدید، بازارهای جدید، تکرار خرید مشتریان فعلی و همچنین خریدهای موازی.
- کاهش هزینه‌های بازاریابی از طریق صرفه‌جویی در زمان، فروش بهنگام و کاهش هزینه‌های ارتباط بازار و توزیع.
- 1-مدل کسب و کار به مصرف کننده (B2C) Business to Consumer :مدل کسب و کار B2C یعنی یک کسب و کار که محصول و خدمات خود را به‌صورت مستقیم به مصرف کننده (مشتری) ارائه می‌دهد.
- 2-مدل کسب و کار به کسب و کار (B2B) Business to Business :پشت پرده فروشگاه‌های اینترنتی مدل B2C ، یک مدل B2B وجود دارد که عمده‌فروش وظیفه فروش محصولات را به یک کسب و کار دارد. در این حال عمده فروش یا تولید کننده محصول یا خدمات خود را به یک کسب کار ارائه میکند.
- 3-مدل مصرف کننده به کسب و کار (C2B) Consumer to Business :در این مدل یک کسب و کار از مشتری چیزی خریداری میکند. صرفا خرید نیست بلکه ممکن است خدمتی را به آن‌ها ارائه شود. یکی از شیوه‌های شناخته شده مدل کسب و کار C2B مربوط به امور گردشگری می باشد.
- 4-مدل مصرف کننده به مصرف کننده (C2C) Consumer to Consumer :مدل C2C یا همان مصرف کننده به مصرف کننده بستری است تا کاربران یا به‌عبارت دیگر مصرف کننده خودشان با یک‌دیگر معامله کنند.
- 5-مدل کسب و کار به کسب و کار به مصرف کننده (B2B2C) Business to Business to Consumer :این مدل کسب و کار به تامین کنندگان کالا توجه دارد ، یعنی شرکت‌های تولیدکننده‌ای که به‌صورت مستقیم با یک فروشگاه وارد همکاری می‌شوند ابتدا یک مدل B2B را شکل می‌دهند.
- 6-مدل دولت به کسب و کار (G2B) Government to Business :دولت هم می‌تواند از طریق مدل‌های کسب و کار درآمدزایی داشته باشد. دولت با دادن تسهیلات و یا ابزارهای مورد نیاز به شرکت‌ها می‌تواند یک مدل کسب و کار G2B را شکل دهد.
- 7-مدل دولت به مصرف کننده (G2C) Government to Consumer :مدل G2C مدل کسب و کاری است که در آن دولت به‌صورت مستقیم به مردم چیزی را ارائه می‌دهد و بابت آن هزینه دریافت می‌کند.
- 8-مدل دولت به شهروند (G2C) Government to Citizen :برخی از خدمات دولت که به صورت رایگان ارایه می شود و شهروندان با دولت در ارتباط بوده و از این سرویس ها بهره می برند ، در اینجا شهروند به عنوان عضوی از جامعه حق استفاده از سرویس های دولت الکترونیک را دارد.

نکته مهمی توانایی‌های منحصر به فرد فضای وب که امکان ایجاد روش‌های جدید کسب و کاربرای مشتری و منابع متعدد برای شرکت‌ها را مهیا می‌کند. 

## نمونه بوم مدل کسب و کار

مثالی از بوم الگوی کسب و کار

تعدادی از خصوصیات فضای وب درج شده‌است.این خصوصیات ماهیت «باز» وب مربوط بوده که در آن هر کاربر اینترنت در هر زمان و هر مکان می‌تواند خود یک تهیه‌کننده (provider) اطلاعات و محصولات جدید باشد و بعضی از خصوصیات به ماهیت ابررسانه‌ای اینترنت مربوط می‌شود:
- شبکه توزیع شده غیرمتمرکز کامپیوترها– شبکه شبکه‌ها
- ساختار باز، در دسترس بودن اطلاعات همه
- هر کاربر خود می‌تواند یک تولیدکننده باشد
- قابلیت دسترسی در هر مکان و در هر زمان
- دیجیتالی بودن اطلاعات
- امکان ثبت و پیگیری عملکرد مشتری
- پاسخ‌های رفتاری لزوماً به مشخص شدن هویت کاربر منجر نمی‌شوند
- افزایش نقش ارتباط شفاهی (Word-of-mouth)
- ارتباط هم‌زمان (همگامی) و غیر همزمان (Asynchronous)
- سهولت در دسترسی و بازیابی اطلاعات

در بین این برخی مهم‌تر و کارآمدتر به نظر‌می ایند. بعضی از این مشخصات برای سازمان‌ها جزء موقعیت‌ها دانست؛ این امر ذاتی نبوده و بسته به موقعیت و وضعیت بنگاه می‌باشد. 

## الگوی کسب و کار
- الگوی کسب و کار استروالدر: یکی از معروفترین و مشهورترین تعاریف مربوط به آقای الکساندر استروالدر می‌باشد. طبق تعریف استروالدر؛ الگوی کسب و کار ابزاری مفهومی که شامل مجموعه‌ای از عناصر و ارتباط آن‌ها بوده و منطق شرکت جهت درآمدزایی را نشان می‌دهد. این توصیف ارزشی است که شرکتی به یک یا بخشی از مشتریان می‌دهد و معماری یک بنگاه و شبکه شرکایش جهت خلق، بازاریابی و تحویل ارزش ارتباط سرمایه‌ای یک یا بخشی از مشتریان برای ایجاد جریان‌های درآمدی پایدار و سودآور. تعریف استروالدر و بوم الگوی کسب و کار پیشنهادی وی از توجه و استقبال قابل توجهی برخوردار شده‌است. به‌طوری‌که امروزه در اکثر شرکت‌های موفق جهان و رویدادهای استارتاپی از این بوم به عنوان تابلوی راهنمایی برای جهت دهی مسیر کسب و کار استفاده می‌کنند.[۳]

الگوهای کسب و کار فراوانی در مقالات مختلف منتشر و مورد بررسی قرار گرفته شده‌است، به عنوان مثال، هدمن و کللینگ (۲۰۰۳)، جورج و بوک (۲۰۱۱)، بوومن و همکاران (۲۰۰۸). بنابر تحقیقات سلیمانی (۲۰۱۴) الگوهای کسب و کار از ساختار و ماهیت انتزاعی و کلی نگر برخوردار هستند و بدین سان عموماً در ابداع و طراحی بیش از حد خوشبین (optimistic) و ساده نگر (oversimplification)، و بر اساس دیدگاهی محدود (bounded rationality) پایه‌گذاری شده‌اند. پیشنهاد سلیمانی (۲۰۱۴) بررسی فرایند پیاده‌سازی (implementation) الگوی کسب و کار در همان مراحل اولیه طراحی مدل می‌باشد. با لحاظ کردن جزئیات پیاده‌سازی، به عنوان مثال هماهنگ‌سازی مدل مورد نظر با فرایندهای تجاری و سازمانی، دیدگاهی جامع‌تر، دقیق‌تر و واقع بینانه‌تر فراهم می‌شود، و از این رو امکان کارگر واقع شدن الگوی کسب و کار مورد نظر افزایش خواهد یافت.